# Emmanuel de Blommaert
Emmanuel Hadelin de Blommaert de Soye (Blicquy, Leuze-en-Hainaut, Hainaut, 15 d'octubre de 1875 - Mazy, Gembloux, Namur, 12 d'abril de 1944) va ser un genet belga que va competir a començaments del segle xx.
El 1912 va prendre part en els Jocs Olímpics d'Estocolm, on va disputar les cinc proves del programa d'hípica que es van disputar. Va guanyar la medalla de bronze en la prova de salts d'obstacles individual amb el cavall Clomore, mentre en la prova de salts per equips fou sisè i en doma clàssica vint-i-unè. En les proves del concurs complet individual i per equips abandonà.
Vuit anys més tard, als Jocs d'Anvers, acabà en onzena posició de la competició de doma clàssica.